# 시라사카촌
시라사카촌(白坂村)은 후쿠시마현 니시시라카와군에 설치되었던 촌이다.